# Van McCoy
Van Allen Clinton McCoy (Washington D.C., 6 januari 1940 - Englewood, New Jersey, 6 juli 1979) was een Amerikaanse muziekproducent, componist en zanger. Hij is vooral bekend van zijn hits The hustle en Soul cha cha.

## Biografie
Van Allen Clinton McCoy werd geboren als tweede zoon in een muzikaal gezin. Vanaf zijn vierde kreeg hij pianoles en later zong hij in het kerkkoor. Als kind vormde hij een duo met zijn oudere broer Norman die viool speelde en op twaalfjarige leeftijd schreef hij zijn eerste liedjes. Als tiener heeft hij een hele tijd geen aandacht besteed aan muziek, omdat hij werd gepest omdat hij piano speelde. Later vormde hij een doo-wopgroepje met zijn broer en twee schoolvrienden: Freddy Smith en Paul Comedy. Zij traden op onder de naam The Starlighters en namen in 1956 hun eerste singletje The Birdland op. Door huwelijken, militaire dienstplicht en studies viel de groep langzaam maar zeker uit elkaar. Van ging aan de universiteit psychologie studeren, maar na twee jaar brak hij zijn studie af om zich geheel op de muziek te kunnen richten.
In 1959 verhuisde McCoy naar Philadelphia en richtte daar met zijn oom het label Rockin' Records op. Hij bracht datzelfde jaar het zelfgezongen singletje Mr. DJ uit. Het label Scepter Records was hiervan zo onder indruk dat hij werd aangenomen als stafschrijver en talentscout. In 1962 schreef hij Stop the music voor The Shirelles, wat een #36-hit werd in de Billboard Hot 100. Later dat jaar ging hij werken voor de bekende producers Leiber & Stoller en gedurende de jaren zestig schreef hij veel hits voor diverse artiesten. Enkele van zijn composities zijn Giving up van Gladys Knight & the Pips, When you're young and in love van Ruby & the Romantics en Baby, I'm yours van Barbara Lewis. In 1966 neemt hij ook een eigen solo-LP met ballads op (Nighttime is a lonely time), maar deze blijft vrijwel onopgemerkt. Omdat McCoys grootste passie toch het schrijven is, blijft hij de rest van de jaren 60 muziek schrijven voor anderen.
Toen McCoy in 1971 voor The Stylistics ging schrijven, kwam hij in contact met de producers Hugo Peretti en Luigi Creatore van Avco Records. Ook ontmoet hij in die tijd zijn muzikale partner Charles Kipps. Met hen zou hij blijven samenwerken. In 1972 verschijnt er een tweede solo-LP van McCoy (Soul improvisations), maar ook deze weet geen potten te breken. Deze keer blijft hij wel als soloartiest actief en richt het orkest The Soul City Symphony op. Samen met drie zangeressen gaat hij optreden en worden er enkele albums gemaakt. Als hij voor de opnames van het album Disco baby, nog een uur studiotijd overhad, schreef hij snel het nummer The hustle, dat ter plekke werd opgenomen. Een New Yorkse diskjockey had McCoy verteld over een nieuwe dansrage, genaamd de hustle. Een vriend was gaan kijken in zijn discotheek en was erg enthousiast over de dans. Hij drong McCoy daarom aan om er een nummer over op te nemen. Tegen McCoys verwachtingen in werd The hustle een grote hit. In de Verenigde Staten werd het zelfs een nummer 1-hit en in Nederland en Vlaanderen haalde het nummer de top 5. In 1976 kreeg het nummer een Grammy Award voor Best Pop Instrumental Performance.
In eigen land heeft McCoy zijn grote succes niet meer kunnen evenaren. Na The hustle scoorde hij nog drie kleine hitjes: Change with the times, Night walk en Party, maar al deze nummers bleven buiten de top 40. In Nederland wist alleen Change with the times de tipparade nog te halen. Ondanks het uitblijven van succes in de Verenigde Staten, werden in 1977 in Europa Soul cha cha en The shuffle uitgebracht. Soul cha cha bereikte de zevende plaats in de Nederlandse Top 40, en in het Verenigd Koninkrijk werd The shuffle een grote hit. In diezelfde periode gaf hij in zijn eigen land aan dat hij het vervelend vond alsmaar met disco geassocieerd te worden. In 1978 schreef McCoy de soundtrack voor de film Sextette van de destijds 85-jarige actrice Mae West. Hij kreeg ook een cameo in deze film.
In de HaFaBrawereld is McCoy vooral bekend door zijn compositie African Symphony. Dit werk werd bewerkt door de Japanse componist en arrangeur Naohiro Iwai.
Op 6 juli 1979 kreeg Van McCoy in Englewood, New Jersey op 39-jarige leeftijd een hartaanval. Hij werd naar het ziekenhuis gebracht, maar is niet meer bijgekomen en overleed dezelfde dag.

## Discografie

### Albums
| Album met eventuele hitnotering(en) in de Nederlandse Album Top 100 | Datum van verschijnen | Datum van binnenkomst | Hoogste positie | Aantal weken | Opmerkingen                |
| ------------------------------------------------------------------- | --------------------- | --------------------- | --------------- | ------------ | -------------------------- |
| Disco Baby                                                          | 1975                  | 9-8-1975              | 20              | 9            | met The Soul City Symphony |
| Disco Kid                                                           |                       | 15-11-1975            | 30              | 4            |                            |

### Singles
| Single met eventuele hitnotering(en) in de Nederlandse Top 40 | Datum van verschijnen | Datum van binnenkomst | Hoogste positie | Aantal weken | Opmerkingen                |
| ------------------------------------------------------------- | --------------------- | --------------------- | --------------- | ------------ | -------------------------- |
| The hustle                                                    |                       | 16-8-1975             | 4               | 10           | met The Soul City Symphony |
| Change with the times                                         |                       | 29-11-1975            | tip             |              | met The Soul City Symphony |
| Soul cha cha                                                  |                       | 5-2-1977              | 7               | 7            |                            |

| Single met hitnotering(en) in de Vlaamse Ultratop 50 | Datum van verschijnen | Datum van binnenkomst | Hoogste positie | Aantal weken | Opmerkingen                                 |
| ---------------------------------------------------- | --------------------- | --------------------- | --------------- | ------------ | ------------------------------------------- |
| The hustle                                           |                       | 1975                  | 5               |              | met The Soul City Symphony in de BRT Top 30 |

### NPO Radio 2 Top 2000
| Nummer met noteringen in de NPO Radio 2 Top 2000 | '99  | '00  | '01-'02 | '03  |
| ------------------------------------------------ | ---- | ---- | ------- | ---- |
| The Hustle                                       | 1584 | 1636 | -       | 1939 |

1. ↑  Een '-' betekent dat het nummer niet was genoteerd en een vetgedrukt getal geeft de hoogste notering aan.
2. ↑  Deze tabel is bijgewerkt tot en met de laatste editie (2024).